# Aeropuerto de Calabozo
El Aeropuerto de Calabozo (IATA: CLZ, OACI: SVCL),  es un aeropuerto situado en la población de Calabozo, en el estado de Guárico, en Venezuela.
Sirvió durante los años 1960 a la aerolínea Aeropostal con vuelos regulares. Protagonizó un accidente aéreo  en 1963 donde perecieron todos los ocupantes, suceso producido por la guerrilla izquierdista de la época. En 1994, tres narcotraficantes secuestraron un avión, obligando al piloto y copiloto, únicos ocupantes en ese momento, a descender del aparato.

## Historia
Aunque fue construido inicialmente con el propósito de controlar las avionetas encargadas de
fumigar las parcelas irrigadas por el sistema de riego del río Guárico, diversas líneas aéreas, como Aeropostal y Avensa, comenzaron a prestar servicios comerciales en la década de los ochenta.
No obstante, hoy día sólo se ofrecen servicios privados, aunque el Instituto de Hacienda está realizando un gran esfuerzo para reactivar los servicios comerciales al público.
Su estructura está compuesta por un volumen bajo de arquitectura moderna -donde están ubicadas las áreas
de llegada y de salida- y un volumen alto, que sirve como torre de control del aeropuerto. Siendo el volumen más importante dentro del conjunto, está compuesto por una estructura aporticada de concreto armado, revestida en piedra, en cuyos vanos están protegidos por cerramientos de vidrio y hierro, que sirve como entrada de luz y ventilación
al interior del edificio.
El espacio superior de la torre está compuesto por un volumen de planta hexagonal, con cerramientos de vidrio, donde se hallan los controles para la observación de la entrada y salida de las aeronaves. Este aeropuerto es de gran importancia para la ciudad de Calabozo debido a su contribución al desarrollo agrícola y comercial.